# St. Johannes Baptist (Langenei)

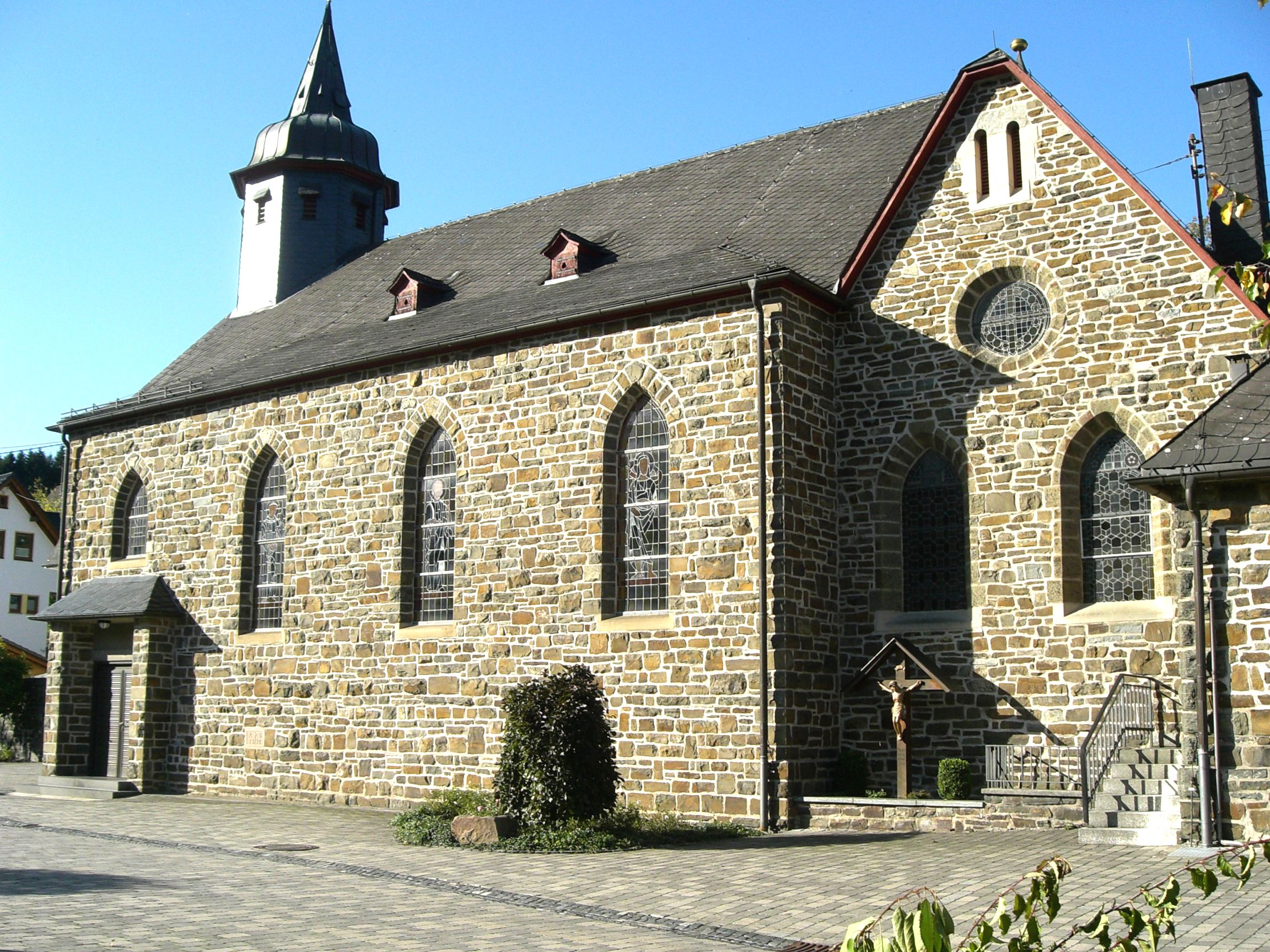
St. Johannes Baptist

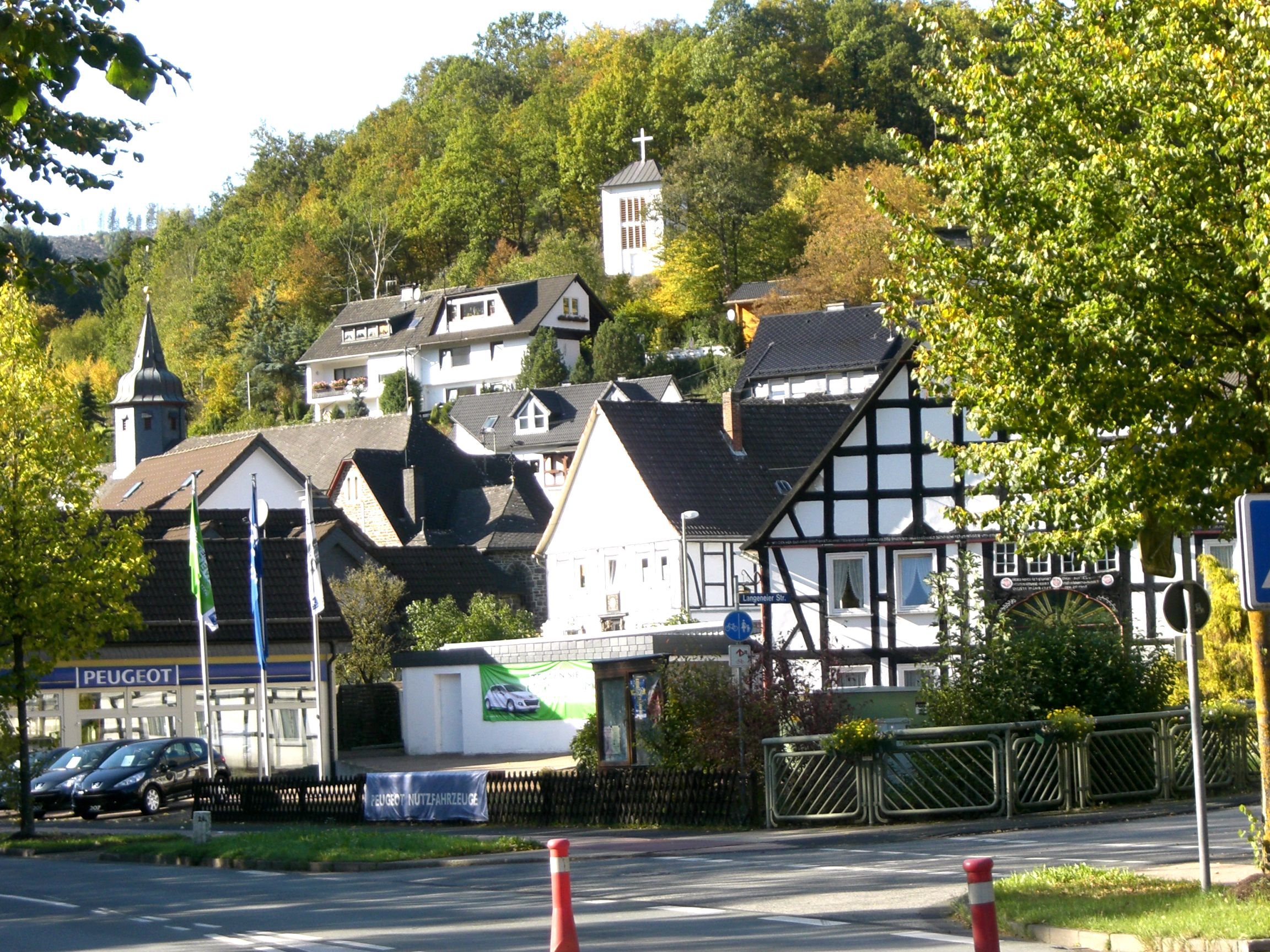
Ortsmittelpunkt mit Blick auf Glockenturm (oben)

St. Johannes Baptist ist eine römisch-katholische  Kirche in Langenei, einem Ortsteil von Lennestadt im Kreis Olpe in Nordrhein-Westfalen. Kirchenpatron ist Johannes der Täufer.
Die Kirchengemeinde St. Johannes Baptist Langenei gehört zum Pastoralverbund Lennestadt, dem elf weitere Pfarreien bzw. Pfarrvikarien angehören.

## Geschichte und Architektur

### Frühgeschichte
In einer Vereinsfestschrift aus dem Jahr 1981 wird erwähnt, dass Langenei spätestens um 1830 eine Kapelle besaß. Ihr eigenes Alter lässt sich nicht ermitteln. Der in der ersten Hälfte des 17. Jahrhunderts auftretende Hausname „biem Kirchoffe“ lässt aber vermuten, dass es bereits in dieser Zeit eine Kapelle gab.

### Kapellenausbau zur Pfarrkirche
Der heutige Kirchbau wurde im Jahr 1932 nach Plänen von Dombaumeister Kurt Matern aus Paderborn gebaut. Von der Vorgängerkapelle wurde der 1921 angebaute Chorraum in den Bau integriert.
In den Jahren 1973 und 1994/1996 erfolgten umfangreiche Sanierungen. Heute präsentiert sich die Kirche als einschiffiger Saal mit schiefergedecktem Satteldach, aus Bruchsteinen errichteter Saalbau. Das Mauerwerk aus Bruckstein ist naturbelassen, der Saal innen ist weiß verputzt. Im Westen wird die Kirche von einem kleinen achteckigen Turm mit barocker Haube und aufgesetztem Spitzhelm abgeschlossen.
Der Innenraum der Kirche wurde 1995/96 umfangreich restauriert.

### Glockenturm
Die Kirche hat einen freistehenden Campanile aus Bruchsteinmauerwerk. In dem weit sichtbaren Turm befinden sich vier Glocken mit den Widmungen Christus – König, Johannes der Täufer, Maria – Königin und Hubertus.

## Innenausstattung
Der Chorraum wurde nach den Entwürfen des Aachener Künstlers Thomas Torkler neu gestaltet. Der neue Altar wurde im Frühjahr 1996 durch einen der Paderborner Weihbischöfe geweiht.
Die farbigen Glasfenster im Schiff wurden um 1932 durch die Firma Freericks (Hamm) gestaltet. Dargestellt sind u. a. Die Taufe Jesu im Jordan durch Johannes, die Heilige Agnes von Rom, Theresa von Avila, Elisabeth von Thüringen, Maria Immaculata, Johannes der Täufer, Joseph von Nazareth und Antonius von Padua.  Die beiden farbigen Fenster im Chor sind streng geometrisch gestaltet. Sie entstanden um 1950, der Künstler ist nicht bekannt. die beiden Tondi auf der Orgelempore kommen ebenfalls aus der Glaswerkstatt Freericks, dargestellt sind Hubertus von Lüttich und Wilhelm von Maleval.
Die Kirche erhielt im Jahr 1935 eine Orgel, die 1971 durch eine neue, zweimanualige Orgel aus der Werkstatt des Orgelbauers Georg Effertz aus Paderborn ersetzt wurde.